# Mr. Dooley
Pour les articles homonymes, voir Dooley.
M. Dooley (ou Martin J. Dooley) est un barman immigré irlandais fictif créé par le journaliste et humoriste américain Finley Peter Dunne. Dooley a fait l'objet de nombreuses chroniques de Dunne entre 1893 et 1915, puis à nouveau en 1924 et 1926. Les créations de Dunne contiennent les commentaires du barman sur divers sujets, souvent des affaires nationales ou internationales. Ils deviennent extrêmement populaires pendant la guerre hispano-américaine de 1898 et le restent par la suite. Ils sont rassemblés dans plusieurs livres. Les compositions se présentent sous la forme de conversations en dialecte irlandais entre M. Dooley, qui, dans les chroniques, est propriétaire d'une taverne dans le quartier de Bridgeport à Chicago, et l'un des clients du bar fictif, plus tard, généralement Malachi Hennessy, la majeure partie de la chronique étant un monologue de Dooley. Les articles ne sont pas très connus, mais ils sont à l'origine de dictons durables tels que « la Cour suprême suit les résultats des élections ».
M. Dooley est inventé par Dunne pour remplacer un personnage similaire dont l'analogue, dans la vie réelle, s'était opposé. En faisant parler le barman bavard en dialecte et en le faisant vivre dans un quartier défavorisé de Chicago, Dunne obtient une liberté d'expression qu'il n'a pas souvent dans l'anglais standard. Les quatre premières années de la chronique hebdomadaire rendent M. Dooley populaire à Chicago, mais peu remarqué ailleurs. Dunne est un journaliste en pleine ascension et ses articles paraissent principalement dans le journal de Chicago pour lequel il travaille. Pendant cette période, Dunne détaille la vie quotidienne de Bridgeport à travers les mots de Dooley, dressant un portrait de la vie urbaine ethnique sans équivalent dans la littérature américaine du XIXe siècle.
Le barman de Dunne attire l'attention du public grâce à ses chroniques de guerre et les articles de Dooley sont rapidement publiés dans les journaux du pays. Tant les chroniques que les livres qui les rassemblent sont acclamés au niveau national. À partir de 1905, Dunne a de plus en plus de mal à trouver le temps et l'inspiration pour de nouvelles chroniques et celles-ci prennent fin en 1915, à l'exception d'une brève résurrection au milieu des années 1920. Même à l'époque de Dunne, mort en 1936, son œuvre devient obscure, en partie à cause de son utilisation du dialecte et les orthographes inhabituelles qu'elle exige constituent un obstacle durable pour les lecteurs potentiels.

## Chronologie

### Débuts

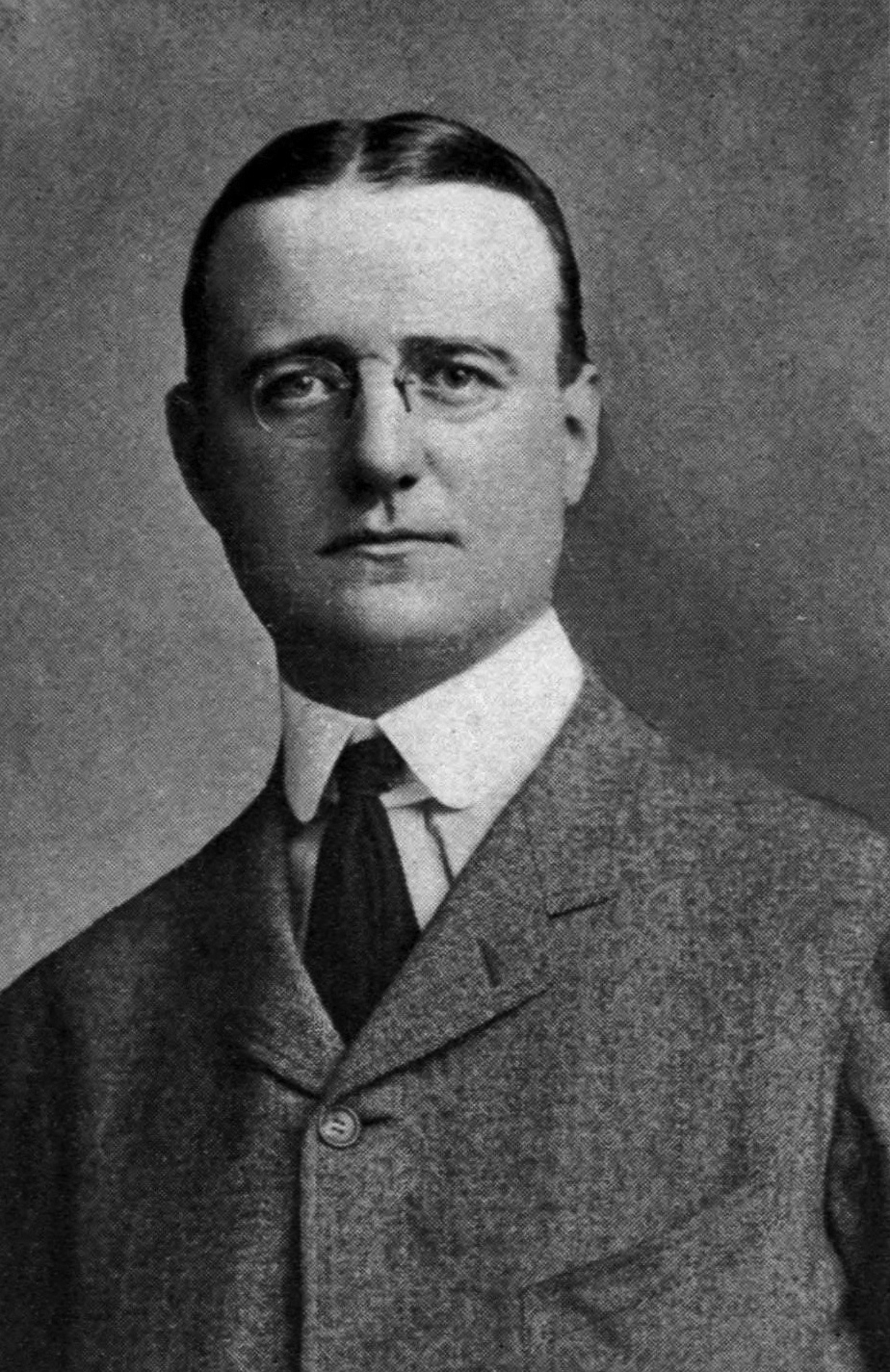
Finley Peter Dunne.

Peter Dunne est né le 10 juillet 1867 à Chicago. Fils d'immigrants irlandais, il ajoute, à ses vingt ans, le prénom Finley, qui est le nom de famille de sa mère à la naissance. Garçon précoce, il réussit bien à l'école primaire mais termine dernier de sa classe de 50 élèves au lycée, peut-être à cause de la mort de sa mère, et est envoyé au travail vers l'âge de 17 ans, en 1884. Dunne obtient un emploi subalterne au Chicago Tribune, où ses supérieurs remarquent rapidement son sens de la rue et le nomment reporter de police. Au cours des années suivantes, Dunne travaille pour plusieurs journaux de Chicago, gagnant en salaire et en responsabilités, et en 1888, à l'âge de 21 ans, il est rédacteur en chef de la ville et rédacteur politique pour le Chicago Times.